# Marmeleira (Rio Maior)
Vila da Marmeleira ist ein Ort und eine ehemalige Gemeinde (Freguesia) im portugiesischen Kreis Rio Maior. Die Gemeinde hatte 441 Einwohner (Stand 30. Juni 2011).
Am 29. September 2013 wurden die Gemeinden Marmeleira und Assentiz zur neuen Gemeinde União das Freguesias de Marmeleira e Assentiz zusammengeschlossen. Marmeleira ist Sitz dieser neu gebildeten Gemeinde.